# Nestelknoop
De nestelknoop of veterknoop (Frans: nouement de l' aiguillette, Latijn: ligatura, Duits: Nestelknüpfe) was het bijgeloof dat een tovenaar in staat zou zijn om tijdens een huwelijksplechtigheid de bruidegom impotent en/of de bruid onvruchtbaar te maken. Dit zou hij kunnen door een nestel of veter te knopen, terwijl hij magische formules uitsprak en soms een muntstuk achter zich te werpen. De nestel was een lederen riempje waarmee de broek van de man werd dichtgeknoopt. De nestelknoop werd ervaren als een vorm van magische castratie, of magische impotentie. Het geloof in en de angst voor de nestelknoop waren volgens de Franse historici Emmanuel Le Roy Ladurie en Jean Delumeau wijdverbreid in Frankrijk tijdens de 16de en 17de eeuw

## Angst voor magische impotentie als cultuurfenomeen
Het geloof in de mogelijkheid van magische impotentie is eeuwenoud. Men vindt daarvan sporen terug bij onder anderen Herodotus, Gregorius van Tours, Albertus Magnus en de Malleus Maleficarum. De nestelknoop als specifiek symbool van deze oerangst schijnt vooral eind 16de, begin 17de eeuw te zijn doorgebroken. Le Roy Ladurie verbond het beeld van de nestelknoop met oude castratietechnieken voor rammen, stieren en veulens, waarbij de teelballen met een touwtje uit hennep, wol of leer werden afgebonden. In de 16de/17de eeuw zouden volgens deze auteur die oude veterinaire praktijken overgedragen worden op de oeroude angst voor magische castratie. Meer nog, ze vonden hun weerslag in de culturele elite van die tijd. Le Roy Ladurie spreekt over une veritable psychose de l'aiguillette (een echte nestelknoop-psychose).
Talloze auteurs spraken in hun werken over de nestelknoop, zoals Thomas Platter, Montaigne, Pierre de Lancre, Jean Bodin, Crespet en J.-B. Thiers.